# 戈斯 (密蘇里州)
戈斯（英語：Goss）是位於美國密蘇里州門羅縣的村。

## 人口
根據2020年美國人口普查的數據，戈斯的面積為0.15平方千米，皆為陸地。當地共有人口0人，而人口密度為每平方千米0人。